# المشكال (رواية)
المشكال هي إحدى روايات الروائية الأمريكية دانيال ستيل (بالإنجليزية Kaleidoscope) وهي من الروايات الرومانسية.

## نبذة قصيرة
تدور أحداث الرواية عن ممثل أمريكي مشهور يقع في حب فتاة فرنسية جميلة ويتزوجان في فترة الحرب وينجبان ثلاث بنات وتنتهي حياتهما نهاية مأسوية تنتج عنها تفرق الشقيقات الثلاث وتبنيهن في أماكن متفرقة إلى أن يستاجر أحد أصدقاء والدهن القدامى محققا خاصا ليجمع شملهن من جديد.